# 本多康紀

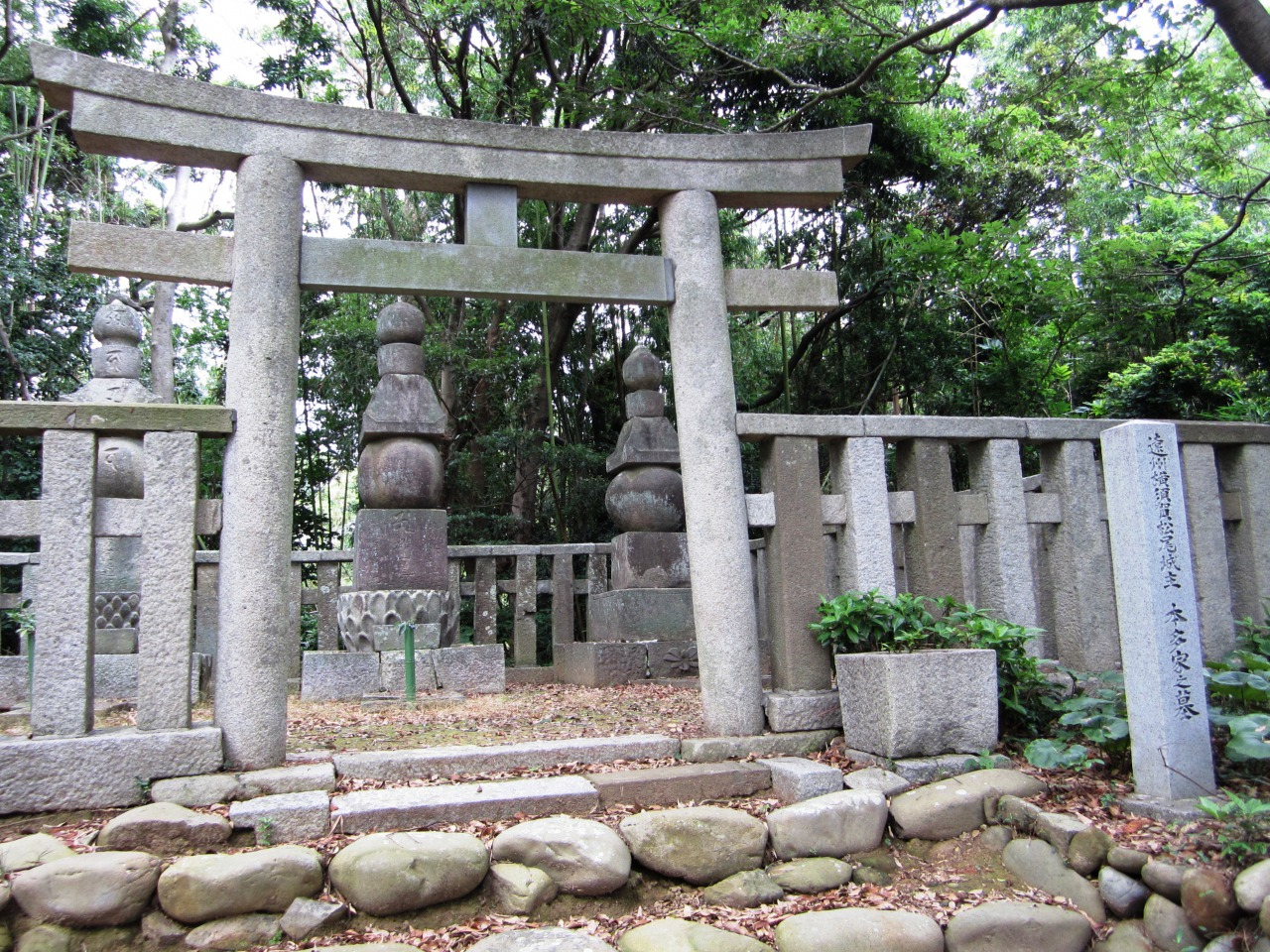
撰要寺の本多家の墓。中央が康紀、右は父の康重、左は子の忠利の墓。静岡県指定史跡（撰要寺墓塔群）。

本多 康紀（ほんだ やすのり）は、安土桃山時代から江戸時代前期にかけての武将、大名。三河岡崎藩の第2代藩主。広孝系本多家2代。

## 生涯
天正7年（1579年）、徳川氏の家臣で三河岡崎藩初代藩主の本多康重の長男として三河田原で生まれる。
天正19年（1591年）、元服して徳川家康から偏諱を授かり康紀と名乗った。慶長6年（1601年）、従五位下、伊勢守に叙位・任官する。慶長16年（1611年）、父の死去により家督を継ぐ。
慶長19年（1614年）、大坂冬の陣に参加し島野川と淀川の中洲から青屋口を攻撃した。戦後に豊臣氏と徳川氏の間で和議が結ばれると、松平忠明や本多忠政らと共に大坂城の堀埋め立て、石垣破壊の奉行を務めた。慶長20年（1615年）に和議が決裂して大坂夏の陣が起こると、前田利常の右翼方に陣取り、豊臣方の大野治房と戦い、武功を挙げている。
その後は岡崎城の修築に務めた。元和9年（1623年）、江戸幕府第3代将軍・徳川家光の上洛に従って上洛したが、その後に病に倒れ、9月25日に死去した。享年45。跡を長男の忠利が継いだ。

## 系譜
父母
- 本多康重（父）
- 石川家成の娘（母）

正室
- 松平家清の娘

子女
- 本多忠利（長男）生母は正室
- 本多吉平
- 本多紀利（三男）
- 本多大蔵
- 桑山貞晴正室